# Zweckverband Zulassungsstelle Coburg

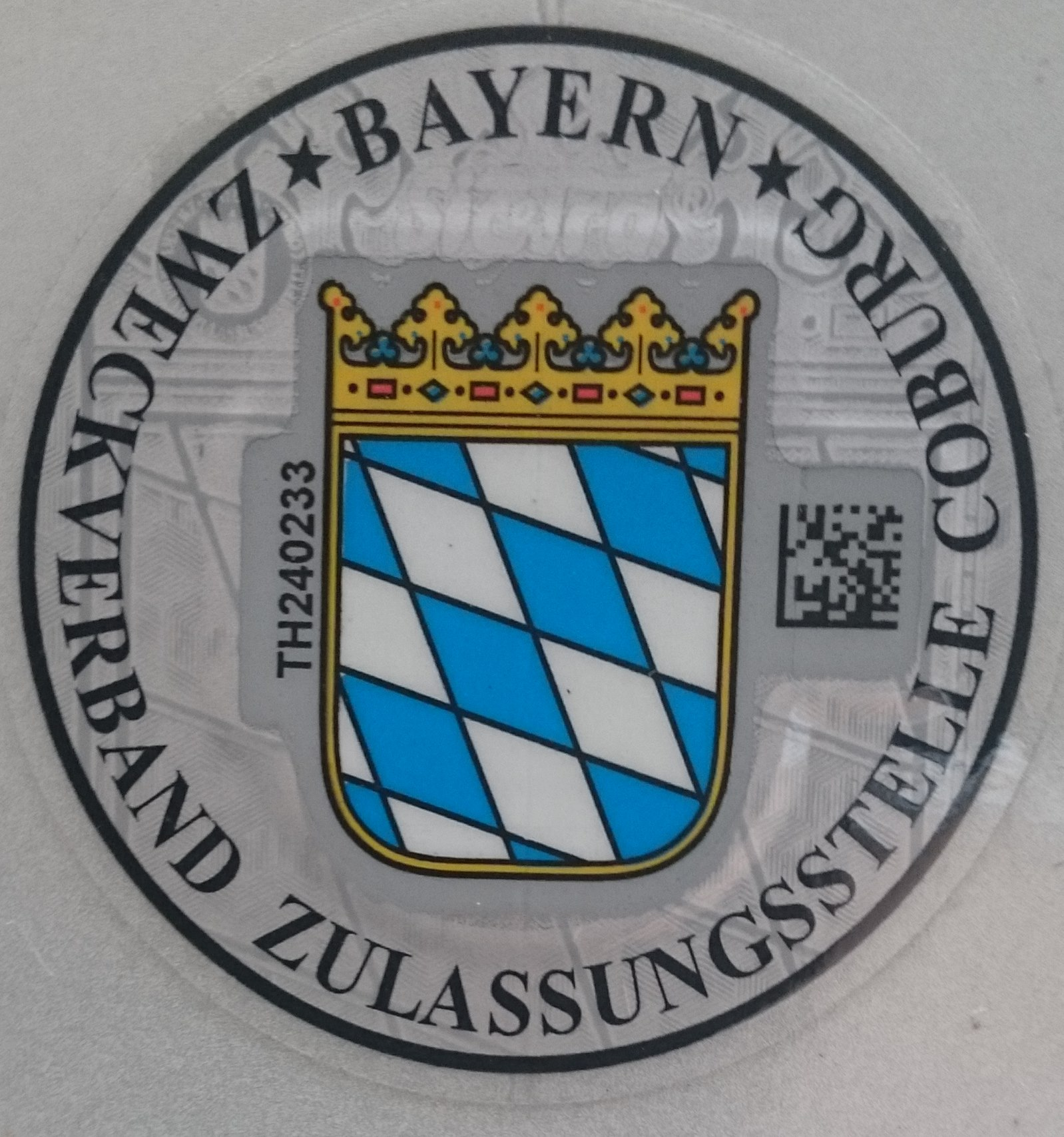
Siegelmarke des Zweckverbandes

Der Zweckverband Zulassungsstelle Coburg wurde mit Wirkung vom 1. Dezember 2014 von der kreisfreien Stadt Coburg und dem Landkreis Coburg gegründet. Seine Aufgabe ist die Wahrnehmung der Aufgaben der unteren Verwaltungsbehörde für die Fahrzeugzulassung. Die Aufgaben des Zweckverbandes wurden zum 1. Juli 2015 um die Aufgaben der unteren Verwaltungsbehörde für die Zulassung von Personen zum öffentlichen Straßenverkehr und nach dem Berufskraftfahrer-Qualifikations-Gesetz erweitert.
Der Zweckverband ist damit die gemeinsame Kraftfahrzeug-Zulassungsstelle und Führerscheinstelle der kreisfreien Stadt und des Landkreises Coburg. Die Dienststelle ist in einem Erweiterungsbau des Landratsamtes Coburg untergebracht. Diese Form der interkommunalen Zusammenarbeit ist in Bayern einmalig.
Der Zweckverband Zulassungsstelle Coburg gibt die Unterscheidungskennzeichen „CO“ und „NEC“ aus. Das Unterscheidungskennzeichen „NEC“ ist das wieder eingeführte Altkennzeichen der ehemals kreisfreien Stadt Neustadt bei Coburg, die seit 1972 dem Landkreis Coburg angehört.